# Zmarli w maju 2016

## Maj 2016
- 31 maja
  - Muhammad Abd al-Aziz – saharyjski polityk, sekretarz generalny Frontu Polisario i prezydent Sahary Zachodniej (1976–2016)[1]
  - Antonio Imbert Barrera – dominikański polityk i wojskowy[2]
  - Corry Brokken – holenderska piosenkarka[3]
  - Sergio Adolfo Govi – włoski duchowny katolicki, biskup[4]
  - Rupert Neudeck – niemiecki dziennikarz oraz działacz społeczny i humanitarny[5][6]
  - Zygmunt Żymełka – polski polityk i inżynier, prezydent Rudy Śląskiej (1990–1995), poseł na Sejm IV kadencji (2001)[7]
- 30 maja
  - Boniface Choi Ki-san – południowokoreański duchowny katolicki, biskup[8]
  - Bogusław Choina – polski polityk i lekarz, poseł na Sejm I kadencji[9]
  - Franciszek Kędzior – polski  malarz i konserwator dzieł sztuki[10][11]
  - Rick MacLeish – kanadyjski hokeista[12]
- 29 maja
  - Henryk Kempny – polski piłkarz[13]
  - André Rousselet – francuski przedsiębiorca, założyciel stacji telewizyjnej Canal+[14]
  - Janina Storożyńska – polska działaczka podziemia niepodległościowego w czasie II wojny światowej, dama orderów[15]
- 28 maja
  - Giorgio Albertazzi – włoski aktor[16]
  - David Cañada – hiszpański kolarz szosowy[17]
  - Jerzy Chmielowski – polski biolog, prof. zw. dr hab, współpracownik Rudolfa Weigla[18][19]
  - Dorota Dancewicz – polska polityk, posłanka na Sejm RP II kadencji i radna miasta Opola[20]
  - Bryce Dejean-Jones – amerykański koszykarz[21][22]
  - Krystian Rempała – polski żużlowiec, drużynowy mistrz Europy juniorów z 2015 roku[23]
  - Eligiusz Wajnryb – polski specjalista w zakresie mechaniki, profesor Instytutu Podstawowych Problemów Techniki PAN[24][25]
  - Jerzy Wyszyński – polski działacz konspiracji niepodległościowej w czasie II wojny światowej, kawaler Orderu Virtuti Militari[26]
- 27 maja
  - Fernando Álvarez de Miranda – hiszpański polityk i prawnik, przewodniczący Kongresu Deputowanych (1977–1979), rzecznik praw obywatelskich (1994–1999)[27]
  - Dżamila Ankiewicz – polska reżyserka i scenarzystka filmów fabularnych i dokumentalnych[28]
  - Tadeusz Buranowski – działacz opozycji demokratycznej oraz wolnych związków zawodowych w okresie PRL[29]
  - Alina Filipowicz-Banach – polska okulistka, prof. dr hab.[30][31]
  - Wojciech Gadomski – polski konstruktor lotniczy[32][33]
  - František Jakubec – czeski piłkarz[34]
  - Zdzisław Kozłowski – polski działacz sportowy, sędzia łuczniczy, prezes Polskiego Związku Łuczniczego (PZŁucz)[35]
  - Petro Herkulan Malczuk – ukraiński duchowny katolicki, arcybiskup[36]
  - Kazimierz Piechór  – polski specjalista w zakresie mechaniki, profesor Instytutu Podstawowych Problemów Techniki PAN[37][38][39]
  - Girolamo Prigione – włoski duchowny katolicki, arcybiskup, nuncjusz apostolski[40]
- 26 maja
  - Kazimierz Barburski – polski szermierz, olimpijczyk (1968, 1972)[41]
  - Loris Capovilla – włoski duchowny katolicki, sekretarz papieża Jana XXIII, arcybiskup, kardynał[42]
  - Theodore Dumitru – rumuński piłkarz, trener[43]
  - Martin Senn – szwajcarski specjalista w zakresie ubezpieczeń prezes, koncernu ubezpieczeniowego Zurich Insurance[44]
  - Czesław Sterkowicz – polski nauczyciel, historyk, polityk, poseł na Sejm I kadencji[45]
- 25 maja
  - Giacomo Barabino – włoski duchowny katolicki, biskup[46]
  - Horacio Ernesto Benites Astoul – argentyński duchowny katolicki, biskup[47]
  - Eugeniusz Czerepaniak – polski tenisista[48]
  - Yang Jiang – chińska pisarka i tłumaczka[49]
  - Juliusz Loranc – polski kompozytor, aranżer i pianista[50]
  - József Tempfli – rumuński duchowny katolicki, biskup[51]
  - Stanisław Trzeszczkowski – polski malarz, profesor zwyczajny APS[52][53][54]
  - Piotr Wrzosowski – polski gitarzysta rockowy[55]
- 24 maja
  - Celina Czechowska – polska zakonnica rzymskokatolicka, przełożona generalna Zgromadzenia Sióstr Służebniczek NMP Niepokalanie Poczętej[56]
  - Tadeusz Grudziński – polski dyrygent i kierownik orkiestr[57]
  - Buck Kartalian – amerykański aktor[58]
  - Burt Kwouk – brytyjski aktor[59]
- 23 maja
  - Vera Henriksen – norweska pisarka[60]
  - Kazimierz Łukaszewicz – polski fizyk, profesor Instytutu Niskich Temperatur i Badań Strukturalnych im. Włodzimierza Trzebiatowskiego PAN[61][62]
  - Reginald Palmer – grenadyjski polityk, gubernator generalny Grenady w latach 1992–1996[63]
  - Tomasz Pawłowski – polski dominikanin, duszpasterz akademicki[64]
  - Magdalena Modzelewska-Rybicka – polska działaczka opozycji w okresie PRL[65]
  - Andrzej Zbigniew Zieliński – polski chirurg, prof. dr hab. med., prezes Polskiego Towarzystwa Chirurgii Plastycznej, Rekonstrukcyjnej i Estetycznej[66][67]
  - Jagoda Polasik – polska zawodniczka w szermierce na wózkach, wielokrotna medalistka Igrzysk Paraolimpijskich[68]
- 22 maja
  - Lucjan Avgustini – albański duchowny katolicki, biskup[69]
  - Adolf Born – czeski malarz, ilustrator, karykaturzysta, twórca filmów animowanych[70]
  - Velimir Sombolac – serbski piłkarz[71]
  - Velimir Bata Živojinović – serbski aktor, polityk[72]
- 21 maja
  - Andrea Maria Erba – włoski duchowny katolicki, biskup[73]
  - Eddie Keizan – południowoafrykański kierowca wyścigowy[74]
  - Nick Menza – amerykański perkusista rockowy[75]
  - Włodzimierz Parzonka – polski specjalista z zakresu hydrotechniki, prof. dr hab. inż.[76][77]
  - Sándor Tarics – węgierski waterpolista, złoty medalista olimpijski[78]
- 20 maja
  - Edmund Ambroziak – polski samorządowiec, starosta powiatu warszawskiego (1999–2002)[79]
  - Sylwester Czaplicki – polski internista i kardiolog, prof. dr hab. n. med.[80][81]
  - Arkadiusz Kozubek – polski biochemik, prof. zw. dr hab.[82][83]
  - Irmina Rapczyńska-Kacprzak – polska dziennikarka i publicystka[84]
  - Kang Sŏk Ju – północnokoreański polityk, dyplomata, wicepremier[85]
  - Andrzej Urbański – polski polityk, dziennikarz i publicysta, poseł na Sejm I kadencji[86]
- 19 maja
  - Alexandre Astruc – francuski teoretyk, krytyk i reżyser filmowy[87]
  - Bronisław Bednarz – polski wojskowy, generał brygady LWP, doktor nauk humanistycznych[88]
  - Irving Benson – amerykański aktor komediowy[89]
  - John Berry – amerykański muzyk, gitarzysta, członek zespołu Beastie Boys[90]
  - Jim Ray Hart – amerykański baseballista[91]
  - Stanisława Łopuszańska – polska aktorka teatralna i filmowa[92]
  - Marco Pannella – włoski polityk, prawnik i aktywista społeczny[93]
  - Morley Safer – kanadyjski dziennikarz, wieloletni korespondent programu CBS News[94]
  - Stanisław Tkocz – polski żużlowiec, dwukrotny indywidualny mistrz Polski[95]
  - Alan Young – brytyjski aktor[96]
  - Hanka Zaniewska – polski architekt, prof. dr hab. inż.[97][98]
- 18 maja
  - Luis H. Álvarez – meksykański przedsiębiorca i polityk[99]
  - Konrad Bajan – polski ekonomista, prof. zw. dr hab.[100][101]
  - Zenona Cieślak-Szymanik – polska poetka[102]
  - Zygmunt Kukla –  polski piłkarz, bramkarz reprezentacji Polski na mundialu w Argentynie (1978)[103]
  - Kornél Pajor – węgierski łyżwiarz szybki[104]
  - Zdzisław Rondio – polski anestezjolog dziecięcy, pediatra, prof. dr hab.[105][106]
  - Bogusław Sar – polski aktor teatralny i filmowy[107]
  - Henryk Smogór – polski uczestnik II wojny światowej, działacz kombatancki, kawaler orderów[108]
  - Fritz Stern – amerykański historyk, niemieckiego pochodzenia[109]
- 17 maja
  - Guy Clark – amerykański muzyk country i folk[110]
  - Maciej Dubois – polski prawnik[111]
  - Barbara Machnicka-Rowińska – polski parazytolog, prof. dr hab.[112][113]
  - Helena Raszka – polska poetka[114]
  - Halina Skoczyńska – polska aktorka teatralna i filmowa[115]
  - Eugeniusz Soczkiewicz – polski fizyk, profesor Politechniki Śląskiej[116][117]
  - Zdzisława Świerczyńska – polski immunolog, prof. zw. dr hab.[118][119]
- 16 maja
  - Giovanni Coppa – włoski duchowny katolicki, dyplomata watykański, kardynał[120]
  - Otton Dąbrowski – polski specjalista w zakresie budownictwa, prof. zw. dr inż., prorektor Politechniki Wrocławskiej[121][122]
  - Arie de Goede – holenderski polityk i urzędnik, parlamentarzysta krajowy i eurodeputowany[123]
  - Woldemeskel Kostre – etiopski trener lekkoatletyki[124][125]
  - Jim McMillian – amerykański koszykarz[126]
  - Emilio Navaira – amerykański piosenkarz i gitarzysta country[127]
  - Camille DesRosiers – kanadyjski duchowny katolicki, superior[128]
  - Tomasz Solarewicz – polski scenarzysta[129]
- 15 maja
  - Aleksandra Jewtuchowicz – polska ekonomistka, prof. dr hab.[130][131]
  - Jane Little – amerykańska kontrabasistka[132]
  - Marlene Marder – szwajcarska gitarzystka punkowa[133]
- 14 maja
  - Darwyn Cooke – amerykański rysownik komiksów[134]
  - Wojciech Drewniak – polski uczestnik II wojny światowej, więzień KL Auschwitz-Birkenau, kawaler orderów[135]
  - Stevan Popovski – macedoński dziennikarz i malarz tworzący w Polsce[136]
- 13 maja
  - Buster Cooper – amerykański puzonista jazzowy[137]
  - Sammy Ellis – amerykański baseballista[138]
  - Wojciech Jastrzębowski – polski operator kamery oraz autor zdjęć do filmów[139]
  - Engelbert Kraus – piłkarz niemiecki[140]
  - Dick McAuliffe – amerykański baseballista[141]
  - Janusz Moszczeński – polski dziennikarz i publicysta[142]
  - Andrzej Wątocki – polski sędzia i działacz koszykarski[143][144]
- 12 maja
  - Maria Czubaszek – polska pisarka i satyryk, autorka tekstów piosenek, scenarzystka, felietonistka i dziennikarka[145]
  - Grażyna Dąbrowska – polski etnograf, pedagog, choreograf, etnochoreolog[146]
  - Jan Gietka – polski internista i reumatolog, prof. dr hab.[147][148]
  - Ryszard Kolasa – polski skoczek o tyczce[149]
  - Tomasz Jurasz – polski literat, historyk sztuki[150]
  - Bohumil Kubát – czechosłowacki zapaśnik[151]
  - Del Latta – amerykański polityk[152]
  - Tapio Mäkelä – fiński biegacz narciarski[153]
  - Giovanni Migliorati – włoski duchowny katolicki, biskup[154]
  - Susannah Mushatt Jones – amerykańska superstulatka, najstarsza osoba na świecie[155]
  - Yukio Ninagawa – japoński reżyser teatralny[156]
  - Janusz Ostrowski – polski specjalista agronomii, prof. dr hab., pracownik Instytutu Przemysłu Organicznego[157][158]
  - Ludwik Poniewiera – polski malarz[159]
  - Julius La Rosa – amerykański piosenkarz[160]
  - Andrzej Stróżecki – polski działacz turystyczny, kawaler orderów[161]
- 11 maja
  - Jolanta Drobot – polska nauczycielka, dama orderów[162][163]
  - Maria Morbitzer – polska śpiewaczka operowa[164]
  - Joe Temperley – szkocki saksofonista jazzowy[165]
- 10 maja
  - Mustafa Badr ad-Din – libański terrorysta[166]
  - Jolanta Czaplińska – polska aktorka teatralna i filmowa[167]
  - Louis van Gasteren – holenderski reżyser i producent filmowy[168]
  - Gene Gutowski – amerykański producent filmowy[169]
  - Wojciech Król – polski immunolog, profesor zwyczajny Śląskiego Uniwersytetu Medycznego w Katowicach[170][171]
  - Thomas Luckmann – niemiecki socjolog[172]
  - Ryszard Przybylski – polski eseista, tłumacz, historyk literatury polskiej i rosyjskiej[173]
  - Steve Smith – kanadyjski kolarz górski, dwukrotny medalista mistrzostw świata i zdobywca Pucharu Świata[174]
- 9 maja
  - Janina Gostwicka – polska muzealniczka, autorka książek z dziedziny antycznego meblarstwa[175]
  - Andrzej Jędrzejczak – polski samorządowiec, wieloletni radny Łodzi, inicjator wyboru hejnału „Prząśniczka”[176][177]
  - Karl Maramorosch – amerykański wirusolog, entomolog i fitopatolog[178]
  - Gijs Verdick – holenderski kolarz[179]
  - Czesław Sawicz – polski żołnierz, uczestnik II wojny światowej, major WP w stanie spoczynku, kawaler orderów[180]
- 8 maja
  - Julian Jakubiec – polski agronom, doktor habilitowany nauk rolnych, kawaler orderów[181][182]
  - Jerzy Janczak – polski działacz państwowy i samorządowy, wicewojewoda łódzki[183]
  - William Schallert – amerykański aktor[184]
  - Krzysztof Wyzner – polski malarz i grafik, profesor Akademii Sztuk Pięknych w Warszawie[185][186]
- 7 maja
  - Marian Cieślak – polski ornitolog, doktor habilitowany nauk leśnych[187][188]
  - Michael Czysz – amerykański projektant motorów wyścigowych[189][190]
  - Michael S. Harper – amerykański poeta[191]
  - John Krish – brytyjski reżyser i scenarzysta[192]
  - Gonzalo López Marañon – hiszpański duchowny katolicki, biskup[193]
  - Andrzej Onacik – polski dyplomata, minister pełnomocny PRL w Hiszpanii (1970–1973)[194]
  - Bernardo Ribeiro – brazylijski piłkarz[195]
  - John Stabb – amerykański muzyk punkowy, wokalista zespołu Government Issue[196]
- 6 maja
  - Klaus Ampler – niemiecki kolarz, zwycięzca Wyścigu Pokoju (1963)[197][198]
  - Patrick Ekeng – kameruński piłkarz[199]
  - Margot Honecker – niemiecka polityk, minister edukacji NRD[200]
  - Zofia Kułakowska – polska lekarka, neuropediatra, działaczka polonijna w Belgii, żona Jana Kułakowskiego[201]
  - Larry Pinto de Faria – brazylijski piłkarz[202]
  - Jerzy Popowski – polski artysta plastyk, wykładowca Akademii Sztuk Pięknych im. Eugeniusza Gepperta we Wrocławiu[203]
  - Lucjan Pracki – polski dziennikarz, publicysta, pułkownik WP w stanie spoczynku, działacz społeczny[204]
  - Wałerij Zujew – ukraiński piłkarz i trener[205]
- 5 maja
  - Piotr Cegielski – polski dziennikarz i dyplomata[206]
  - Gabriel Thohey Mahn-Gaby – mjanmański (birmański) duchowny katolicki, arcybiskup[207]
  - Benito Cocchi – włoski duchowny katolicki, arcybiskup[208]
  - Isao Tomita – japoński kompozytor muzyki elektronicznej[209]
  - Jan Turski – polski polityk, wieloletni dyplomata PRL i III RP, kierownik Urzędu do spraw Kombatantów i Osób Represjonowanych[210]
- 4 maja
  - Jean-Baptiste Bagaza – burundyjski polityk i wojskowy, prezydent Burundi[211]
  - Robert Foster Bennett – amerykański polityk[212]
  - Jadwiga Kołodziejska – polski bibliotekoznawca i bibliolog, prof. dr hab.[213]
  - Ursula Mamlok – amerykańska kompozytorka awangardowa i pedagog pochodzenia niemieckiego[214]
  - Jordan Parsons – amerykański zawodnik mieszanych sztuk walki[215]
- 3 maja
  - Wacław Auleytner – polski działacz katolicki, poseł na Sejm PRL VI, VII i VIII kadencji[216]
  - Abel Fernández – amerykański aktor[217]
  - Tadeusz Gocłowski – polski duchowny katolicki, arcybiskup[218]
  - Kaname Harada – japoński as myśliwski z okresu II wojny światowej, będący ostatnim żyjącym japońskim pilotem, który brał udział w ataku na Pearl Harbor[219]
  - Nicolas Noxon – amerykański dokumentalista filmowy[220]
  - Janusz Tazbir – polski historyk, profesor nauk humanistycznych, badacz dziejów kultury staropolskiej, członek Polskiej Akademii Nauk[221]
- 2 maja
  - Paul McDowell – angielski aktor i puzonista jazzowy, muzyk zespołu The Temperance Seven[222]
  - Myles McKeon – australijski duchowny katolicki, biskup[223]
  - Afeni Shakur – afroamerykańska działaczka społeczna[224]
  - Michał Zieliński – polski ekonomista, dziennikarz i publicysta[225]
- 1 maja
  - Tadeusz Drewno – polski kierownik produkcji filmowej, profesor PWSFTviT[226][227]
  - Jean-Marie Girault – francuski polityk[228]
  - Zygmunt Hejnowicz – polski biolog, prof. zw. dr hab.[229]
  - Salomea Kapuścińska – polska poetka, autorka słuchowisk oraz tekstów piosenek[230]
  - Madeleine LeBeau – francuska aktorka[231]
- data dzienna nieznana
  - Romuald Nowak – polski działacz państwowy i sportowy, przewodniczący Prezydium MRN w Olsztynie (1953–1958)[232]